# ТЕЛЬНЮК: Rehearsal
«ТЕЛЬНЮК: Rehearsal» — перший студійний відео-проєкт українського вокального дуету «ТЕЛЬНЮК: Сестри», який було презентовано 21 січня 2011 року. Зйомка відбулася 13 серпня 2009 року.

## Композиції
1. Кольоровий літак
2. Дівчатко-кленчатко
3. Я знаю…
4. Ластівка
5. Голос Твій…
6. Жовта кульбаба. Harlem
7. Вечірник
8. Тюльпани

Бонуси
1. Зорелев
2. Найбіліший голуб
3. Ти ще живеш

## Музиканти

### ТЕЛЬНЮК: Сестри
- Галина Тельнюк — спів
- Леся Тельнюк — спів, бандура, клавішні

### Запрошені музиканти
- Олег Путятін — бас-гітара, гітара, перкусія
- Роман Суржа — гітара
- Іван Небесний — клавішні, рояль
- Микола Томасишин — барабани

## Автори композицій
- Музика — Леся Тельнюк,
- Тексти — Галина Тельнюк (1, 4-7), Станіслав Тельнюк (2), Леся Тельнюк (3), Богдан-Ігор Антонич (8,9), Пауль Целан (10), Роза Ауслендер (11)